# Аладжалов Семен Іванович
Семен Іванович Аладжалов (6 серпня 1902, Баку — 1997, Єреван) — вірменський художник театру, графік і живописець. Заслужений діяч мистецтв Вірменської РСР (1962).

## Біографія
Народився в Баку. З семи років жив у Ростові-на-Дону, навчався у Ростовській художній школі. Перші уроки живопису брав у Мартироса Сар'яна. У 1924 році розпочав роботу як декоратор у Першому державному театрі Вірменії (тепер Театр імені Сундукяна) в Єревані. Оформив 23 вистави за постановками А. Бурджаляна і Л. Калантара.
У 1927–1931 роках навчався у Вищому художньо-технічному інституті (ВХУТЕІН) в Москві, викладачі — Г. Федоров і Н. Шифрін. Тривалий час працював і жив у московській майстерні художника Георгія Якулова, про життя і творчість якого пізніше написав унікальну монографію.
З 1927 року оформлював вистави в театрах різних міст — Москви, Володимира, Гюмрі, Душанбе, Бреста, Софії (Болгарія). У 1939 році в Театрі опери і балету в Єревані оформив балет «Щастя» Хачатуряна. У 1940-1960-х роках працював над проектами оформлення інтер'єрів громадських будівель.
Іншими напрямками творчості художника були живопис і графіка. Він створив галерею з понад сімдесяти портретів (виконаних олією, аквареллю, сангіною, вугіллям), серед них, зокрема, портрети Рубена Симонова, Георгія Якулова, Вартана Аджемяна, Сурена Кочаряна. У 1941–1945 роках виконав серію плакатів-лубків на військову тему (деякі спільно з братом Степаном Аладжаловим).
У художніх виставках брав участь з 1926 року. Роботи експонувались на Всесвітній паризькій виставці 1937 року, в Єревані у 1962 році відбулась персональна виставка. Твори художника зберігаються в Картинній галереї Вірменії, у зібраннях Театрального музею (Єреван) і Театрального музею імені Бахрушина (Москва), а також у приватних колекціях.

## Вистави
Серед оформлених вистав:
- «Тартюф» (1924, Театр імені Сундукяна)
- «Отелло» (1926, Театр імені Сундукяна)
- «Доходне місце» Островського (1929, Театр імені Сундукяна)
- «Гвинтівка 492 11 б» Крона (1928, Держ. центр. театр юного глядача, Москва)
- «Єгор Буличьов та інші» (1933 і 1952, Театр імені Сундукяна)
- «Постання Восе» Баласяна (1934, Театр імені Лахуті, Гюмрі)
- «Щастя» Хачатуряна (1939, Театр опери і балету)

## Родина
Два брати Семена Аладжалова, — Костянтин і Степан, — також художники.